# 誠實蜜蜂
誠實蜜蜂（英語：honestbee）是一間在2015年7月成立於新加坡的線上服務公司，以美國著名初創網站Insta cart為抄襲對象，在亞洲提供線上生鮮代購、熟食外送等服務，以吸納投資為公司目標。它是由Joel Sng所創建，以此不斷尋求投資者進行投資， Joel曾被指使用名貴麥拿倫跑車代步。目前已關閉大部份海外地區服務。
2018年上半年，誠實蜜蜂全球員工人數已突破1000人。
2018年10月16日誠實蜜蜂於新加坡推出佔地60,000平方英尺的全球首個採用尖端科技的多感官購物和餐飲實體店habitat by honestbee ，並採用自動結賬(AutoCheckout)和機器收集點(RoboCollect)服務。
多年來，誠實蜜蜂多次轉出資金不足，不斷出現裁員，轉換管理層，拖欠供應商款項而廣為媒體報導。
2017年中，honestbee香港已因為節源而率先裁減十多名送貨人員。當時被職工盟到場抗議與傳媒報道抗議，最後訴諸法庭賠償員工損失。{誠實蜜蜂呃工友}為當時抗議口號。
2018年中，多名香港管理層亦相繼離任。過去兩年間，香港總經理一位亦多次轉換，管理不善問題可見一斑。同時，誠實蜜蜂的內部爭鬥不斷，為首的包括辦公室經理 Kitty Too 等人，製造小圈子，公器私用公司資源且破壞團隊士氣，令誠實蜜蜂的經營問題雪上加霜。
2019年4月中，香港及菲律賓率先暫停食物外送服務，並進行裁員。
2019年2月，台灣誠實蜜蜂爆出拖欠全台數百間餐廳款項，初時誠蜜蜂以轉換系統為理由解釋，後來直至2019年5月仍未有償還款項，有餐廳甚至被拖欠數十萬台幣。事件令全台餐廳組成追討群組， 4月29日，各餐廳負責人到台北誠實蜜蜂辦公室控訴。當時只有一位女會計師向各人哭訴，她不能代表公司，台灣亦已沒有管理層，責備她也不能取到款項，並指2019年8月才有機會收到款項。
經媒體亦不斷報道，令誠實蜜蜂已登上各大報章頭條。｛誠實蜜蜂不誠實｝為報章標題。
2019年4月底，全球多名管理層相繼離開，創辦人孫志偉被即時撤去職務，由韓國LG集團創辦人之孫接任CEO一職。
2019年4月30日，honestbee 因為資金問題暫停香港及菲律賓所有業務並裁減所有該地員工。同時間泰國亦暫停部份業務，日本亦減少服務區域。
2019年5月2日，香港最大合作夥伴旗下百佳，Fusion，Great，暫停與誠實蜜峰合作，即時生效。
2019年5月3日，全台灣超過200間餐廳下架。
2019年5月24日，honestbee 正式告別香港，結束在港之服務。
2019年6月28日，新聞爆出Honestbee 暫時停止台灣所有營運項目，同月29號正式在FB公告宣布暫停在台所有運營項目。
2019年7月22日起，暫停在馬來西亞的業務。此前拖欠該地本土餐廳款項。
2019年8月2日起，解僱38位新加坡僱員，並向新加坡高庭申請重組，以解決其1.8億美元的債務。
2019年10月5日，誠實蜜蜂確定撤出台灣市場，合作夥伴通知信中指出「新加坡總部需要更長時間進行募資，除台灣辦公室將搬離原地址外，不會有任何工作人員續留台灣」